# 川渡バイパス
川渡バイパス（かわたびバイパス）は、宮城県大崎市を通る国道47号・国道108号のバイパス道路。

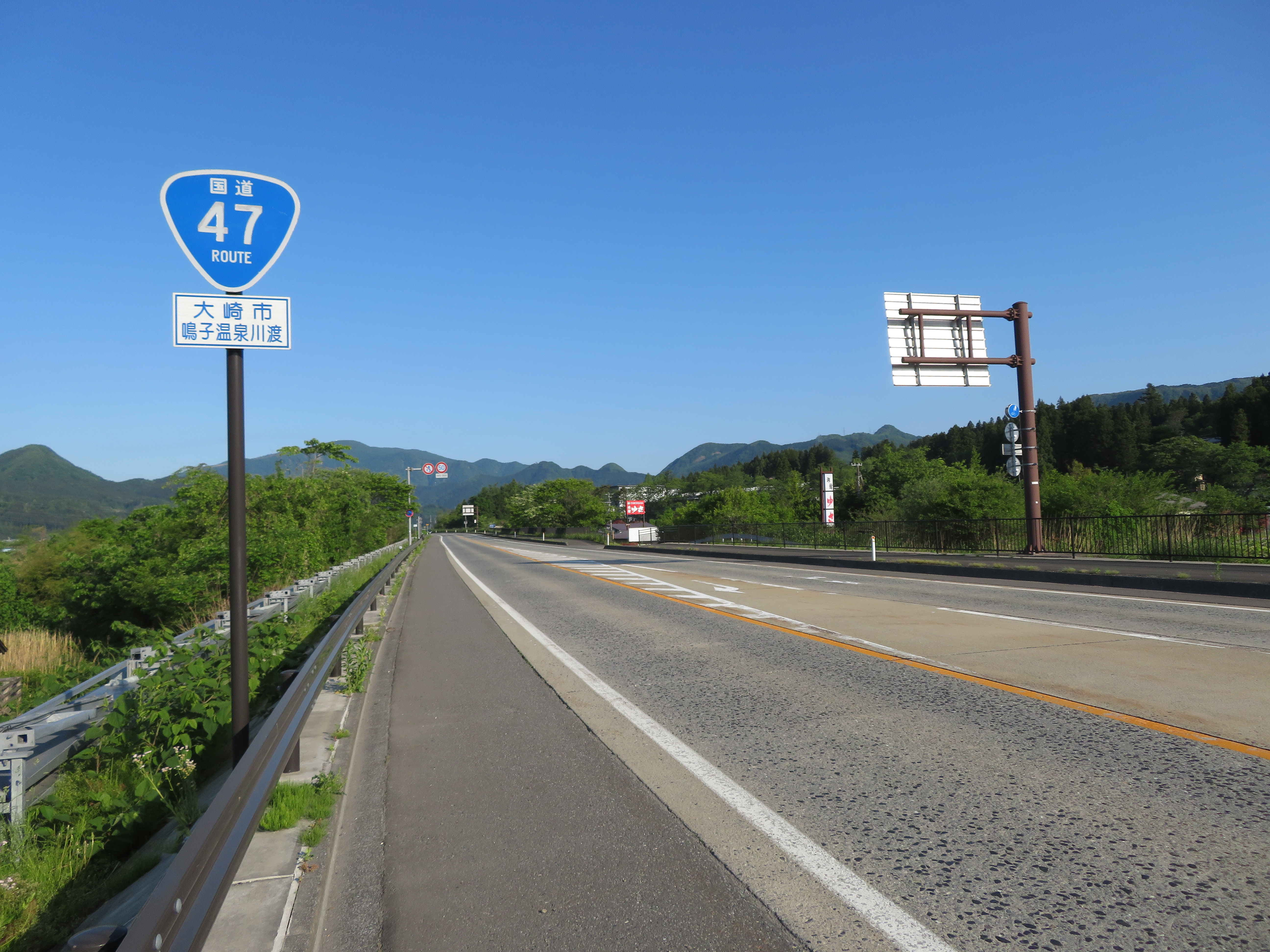
宮城県大崎市鳴子温泉川渡付近

## 区間
- 起点：大崎市鳴子温泉字原崎
- 終点：大崎市鳴子温泉字沢（宮城県道267号鳴子小野田線との交点）
- 途中交差する道路
  - 宮城県道253号鳴子池月線（大崎市鳴子温泉川渡）

## 特徴
大崎市・旧鳴子町域の川渡温泉地区における幅員狭小箇所を避けるために建設された片側1車線の道路。江合川に沿って温泉街の北側をショートカットしている。